# Jerome Flynn
Jerome Patrick Flynn (Bromley, Kent, Anglaterra, 16 de març de 1963) és un actor i cantant anglès. És més conegut pel seu paper com a Paddy Garvey del Rei Fusiliers en la sèrie d'ITV Soldat de Soldat, Bronn en la sèrie d'èxit d'HBO, Joc de Trons, un adaptació de la novel·la Cançó de gel i de foc de George R. R. Martin, i Bennet Drake dins Ripper Street.

## Filmografia

### Cinema
| Any  | Títol                       | Paper                | Notes    |
| ---- | --------------------------- | -------------------- | -------- |
| 1986 | London's Burning: The Movie | Kenny "Rambo" Baines | Telefilm |
| 1988 | A Summer Story              | Joe Narracombe       |          |
| 1988 | To Kill a Priest            |                      |          |
| 1991 | Edward II                   | Edmund of Woodstock  |          |
| 1991 | Kafka                       | Auxiliar de castell  |          |
| 1993 | Don't Leave Me This Way     | Tony Fleming         | Telefilm |
| 1995 | A Mind to Murder            | Peter Nagle          | Telefilm |
| 2000 | Best                        | Bobby Charlton       |          |
| 2007 | Rude Tales                  | Jerome Rude          |          |
| 2013 | Dante's Daemon              | Fisherman            |          |